# Ільдіко Мінца-Небальд
Ільдіко Мінца-Небальд (угор. Mincza-Nébald Ildikó, 6 листопада 1969) -  угорська фехтувальниця, олімпійська медалістка.

## Виступи на Олімпіадах
| Олімпіада      | Дисципліна       | Місце |
| -------------- | ---------------- | ----- |
| Барселона 1992 | рапіра, особисті | 26    |
| Барселона 1992 | рапіра, командні | 7     |
| Сідней 2000    | шпага, особисті  | 9     |
| Сідней 2000    | шпага, командні  | 4     |
| Афіни 2004     | шпага, особисті  | 4     |
| Афіни 2004     | шпага, командні  | 5     |
| Пекін 2008     | шпага, особисті  | 3     |